# Alfred Hillebrandt
Alfred Hillebrandt (Nadolice Wielkie, 15 marzo 1853 – Breslavia, 18 ottobre 1927) è stato un indologo e filologo tedesco.

## Biografia
Studiò sanscrito e linguistica comparativa presso l'Università di Breslavia sotto Adolf Friedrich Stenzler, poi proseguì gli studi presso l'Università di Monaco sotto Martin Haug. Nel 1883 divenne professore associato di Breslavia, dove nel 1887 raggiunse il titolo pieno di professore. In due occasioni separate servì come rettore universitario.
Il suo interesse principale fu mitologia vedica. "Varuna und Mitra, ein Beitrag Zur Exegese des Veda" (Breslavia, 1877), prologo della sua grande opera "Vedische Mythologie" (1891-1902), tradotta poi in inglese e pubblicata come "Vedic mythology".
Hillebrandt ha anche scritto: 
- Das altindische Neu- und Vollmondsopfer (1880).
- Vedachrestomathie (1885).
- Grundriss der indo-arischen Philologie und Altertumskunde (1897).
- Alt-Indien, Kulturgeschichtliche Skizzen (1899).